# Sergio Osorio
Sergio Osorio es un director de televisión colombiano.

## Biografía
Hijo del poeta, publicista y compositor Nelson Osorio Marín, realizó estudios de publicidad en la Universidad Jorge Tadeo Lozano y de cine en Unitec. A partir de 2012 ha sido jurado del reality Protagonistas de nuestra tele.
Es padre de Sebastián Osorio, quién interpreta a Erick Reyes en la segunda temporada de la popular telenovela, Pasión de Gavilanes y de la cual Sergio es también uno de los directores de la notable obra televisiva.

## Filmografía
Como director
| Año       | Producción                    |
| --------- | ----------------------------- |
| 1995      | Tiempos difíciles             |
| 1997      | Cartas de amor                |
| 1998      | Perro amor                    |
| 1999      | ¿Por qué diablos?             |
| 2000      | Amor Discos                   |
| 2003      | Sofía dame tiempo             |
| 2003      | Amor descarado                |
| 2004      | La viuda de la mafia          |
| 2006-2007 | Hasta que la plata nos separe |
| 2008-2009 | Aquí no hay quien viva        |
| 2010      | A corazón abierto             |
| 2014      | Los graduados                 |
| 2016      | La ley del corazón            |
| 2017      | Pambelé                       |
| 2017      | Hermanos y hermanas           |
| 2019      | El Bronx                      |
| 2022      | Pasión de Gavilanes           |

Como actor
- 2008-2009: Tiempos Difíciles, como Coronel Armando López.
- 2008-2009: Aquí no hay quien viva, como Agente Gavilán.